# Mavathoor, Kanakapura
Mavathoor là một làng thuộc tehsil Kanakapura, huyện Ramanagara, bang Karnataka, Ấn Độ.